# Carl Dietrich Harries
Carl Dietrich Harries (Luckenwalde, 5 de agosto de 1866 - Berlín, 3 de noviembre de 1923) fue un químico alemán.
C. D. Harries estudió química en la Universidad de Jena entre 1886 y 1888, pasando un año en el laboratorio de investigación de Adolf von Baeyer, en Múnich. Se doctoró en la Universidad de Berlín en el año 1890, y en dicha ciudad se convirtió en el asistente personal de August Wilhelm von Hofmann y en asisitente en el instituto de Emil Fischer. En el año 1900 se casó con Hertha von Siemens, hija del industrial Werner von Siemens, inventor de uno de los primeros generadores de ozono. En 1904, C. D. Harries se convirtió en profesor de la Universidad de Kiel, donde permaneció hasta 1916.
Durante su período de docencia en la Universidad de Kiel publicó numerosos trabajos relacionados con la ozonolisis (reacción de Harries), siendo el más importante el publicado en la revista Liebigs Annalen der Chemie en 1905. Insatisfecho con su carrera docente y no habiendo logrado conseguir los puestos laborales que pretendía en varias universidades, abandonó la docencia y se convirtió en director de investigación en Siemens and Halske.
C. D. Harries falleció el 3 de noviembre de 1923 por complicaciones derivadas de una cirugía para tratar un cáncer. Se encuentra enterrado en el panteón de la familia von Siemens en el cementerio suroeste de Berlín.
El bisabuelo de C. D. Harries fue el teólogo alemán Heinrich Harries.

## Trabajo científico
C.D. Harries trabajó en el campo de la química orgánica y de los polímeros. Demostró que la goma estaba formada por unidades que se repetían (monómeros). Estableció procedimientos experimentales para la ozonolisis y demostró que la reacción era aplicable a la generalidad de los compuestos insaturados. También comprobó que el ozono podía ser usado para la síntesis de numerosos compuestos.